# Philip Schuyler
Philip Schuyler (Albany, 20 novembre 1733 – Albany, 18 novembre 1804) è stato un generale e politico statunitense.

## Biografia
Philip Schuyler era il figlio di Johannes Schuyler, Jr., e di sua moglie, Cornelia Van Cortlandt.

## Carriera
Dopo la sua educazione, compiuta a New York, entra nell'esercito partecipando alla Guerra franco-indiana dove ottiene rapidamente il grado di capitano. Tuttavia, l'apparente indifferenza degli inglesi per le direttive di Londra e l'incapacità dei generali lo indusse a lasciare l'esercito nel 1757, anche se finì con l'offrire un aiuto esterno tramite consulenze e rifornimenti.
L'avvento della pace nel 1763 gli permette di tornare ai propri affari privati, Schuyler era ricco e possedeva una proprietà a Saratoga che rendeva parecchio legname che portava poi a New York passando per l'Hudson, sua è la costruzione del primo stabilimento per la lavorazione del lino, impresa che gli frutta una medaglia dalla Società per la promozione delle arti.
Nel 1768 viene scelto per rappresentare la propria città nell'assemblea delle colonie, le sue idee separazioniste trovano terreno fertile ed è fra coloro che partecipano al congresso continentale di Filadelfia che si tiene nel maggio del 1775. La sua esperienza in campo militare gli rende la nomina da parte del congresso di maggior generale e gli viene dato il compito di organizzare le truppe per invadere il Canada. L'impresa non si presenta facile, non solo per la mancanza di armi e munizioni, ma anche per il disaccordo in cui si trova con gli altri due militari con cui deve cooperare, Benedict Arnold ed Ethan Allen, questo, unito ai suoi problemi di salute, favorisce il passaggio di consegne a Richard Montgomery, la cui morte il 31 dicembre 1775 lo toccherà profondamente. Nel 1776 viene sconfitto a Ticonderoga e gli viene assegnato un incarico come commissario generale, il suo scetticismo circa la riuscita della campagna canadese era crescente, tanto che Horatio Gates nuovo generale a capo della spedizione innescò con lui una serie di polemiche che culminarono con la richiesta di congedo da parte di Schuyler che venne però rigettata dal congresso nel settembre del 1776, tuttavia i fatti gli diedero ragione e la vittoria britannica in territorio canadese fu grande.
Dopo aver affrontato, nel 1779 un processo per negligenza intentatogli da Gates che lo porta alla corte marziale, conclusosi con la sua assoluzione, Schuyler viene eletto come senatore per il distretto di New York e riveste la carica dal 1780 al 1784 e ancora dal 1786 al 1790 e ancora dal 1792 al 1797.
Politicamente appartiene al partito Federalista ed è un grande fautore della formazione dell'Unione, è il primo senatore per lo stato di New York e solo per un attacco di gotta si ritira a vita privata nel 1797.
Morì nel 1804 ed è sepolto sotto un monumento che gli è stato dedicato ad Albany.

## Matrimonio
Nel settembre del 1755, sposò Catherine Van Rensselaer (1734–1803), figlia di Johannes van Rensselaer. Ebbero quindici figli:
- Angelica Schuyler (1756–1814), sposò John Barker Church;
- Elizabeth Schuyler (1757–1854)[2], sposò Alexander Hamilton;
- Margarita "Peggy" Schuyler (1758–1801), sposò Stephen Van Rensselaer III;
- Cornelia (1761-1762)[3];
- John Bradstreet Schuyler (1761-1761)[4][5];
- John Bradstreet Schuyler (1763–1764)[6];
- John Bradstreet Schuyler (1765–1795), sposò Elizabeth Van Rensselaer[7];
- Philip Jeremiah Schuyler (1768-1835), sposò in prime nozze Sarah Rutsen e in seconde nozze Mary Anna Sawyer;
- tre figli (1770–1770)[4];
- Rensselaer Schuyler (1773–1847), sposò Elizabeth Ten Broeck[8];
- Cornelia Schuyler (1776–1808), sposò Washington Morton[9];
- Cortlandt Schuyler (1778–1778)[10];
- Catherine Van Rensselaer Schuyler (1781–1857), sposò in prime nozze Samuel Malcolm e in seconde nozze James Cochran[11].